# Halloumi
Halloumi (řecky χαλλούμι) je polotvrdý sýr vyráběný na Kypru, do roku 2021 také v Řecku a Turecku.[zdroj?]

## Další informace
Obsahuje ovčí mléko a kozí mléko (v průmyslové výrobě se však stále více prosazuje kravské mléko), bývá dochucen mátovými lístky. Barvou a konzistencí připomíná mozzarellu nebo jadel. Má lehce slanou chuť, prodává se v půlkulatých bochnících o váze 220 až 270 gramů. Konzumuje se jako letní přesnídávka s melounem. Protože se při zahřívání neroztéká, používá se rovněž k tepelné úpravě: typickým receptem je saganaki, kdy se sýr opeče na olivovém oleji a dochutí citronovou šťávou a mletým bílým pepřem.
Výroba sýra má tradici už od byzantských dob. Na Kypru se ročně spotřebuje 8 kg halloumi na osobu.

## Galerie

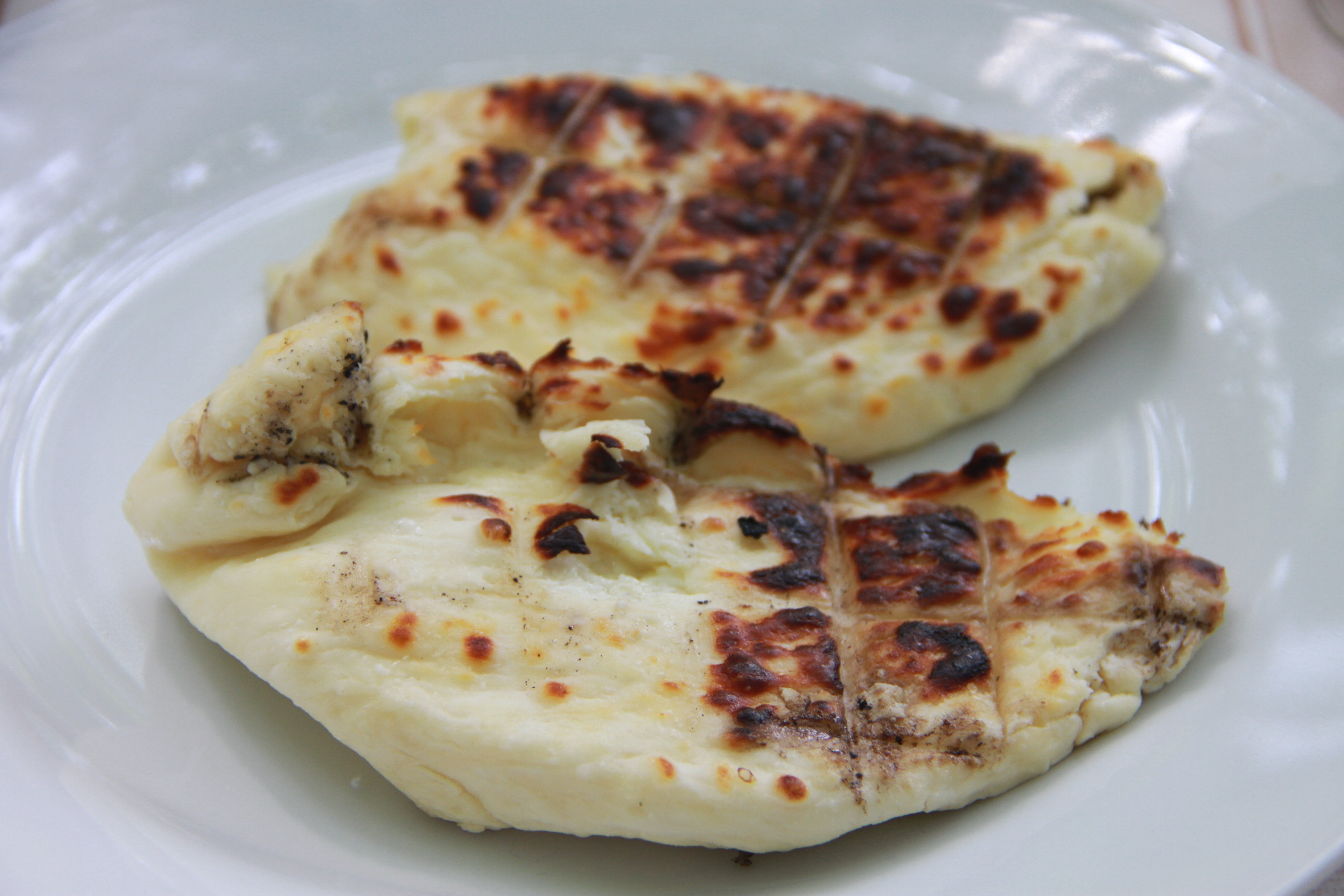
Grilovaný halloumi